# Président de la Chambre des communes du Canada
 (août 2025).
Si vous disposez d'ouvrages ou d'articles de référence ou si vous connaissez des sites web de qualité traitant du thème abordé ici, merci de compléter l'article en donnant les références utiles à sa vérifiabilité et en les liant à la section « Notes et références ».
Le président de la Chambre des communes du Canada (en anglais : Speaker of the House of Commons of Canada) est l'officier qui préside les séances de la Chambre des communes, la chambre basse du Parlement du Canada. Il est élu par les députés de la Chambre au commencement de chaque nouvelle législature. Le rôle du président est le même dans tous les pays dont le Parlement est basé sur le système de Westminster.
Le président actuel  de la Chambre des communes est le député Francis Scarpaleggia. Il succède à Greg Fergus, en poste depuis le 3 octobre 2023. La personne qui occupe le poste le plus longtemps est Peter Milliken, qui se maintient pendant dix ans. Jeanne Sauvé est la seule femme à avoir exercé la fonction.
Le président est généralement un député du parti au pouvoir. Toutefois, lorsqu'il y a un gouvernement minoritaire, le président provient parfois d'un parti de l'opposition. Il y a d'autres exemples dans lesquels le président est issu de l'opposition comme dans le gouvernement de Arthur Meighen en 1926 ou durant le mandat de Joe Clark en 1979 ; dans les deux cas, le président est un député libéral. En 1957, lorsque John Diefenbaker prend le pouvoir avec un gouvernement progressiste-conservateur minoritaire, il offre le poste de président à Stanley Knowles du Parti social démocratique, qui décline cependant la nomination.

## Responsabilités
Au Canada, la responsabilité du président est d'administrer la Chambre des communes et d'en superviser les employés. C'est aussi le devoir du président d'agir en lien avec le Sénat et la Couronne. Le président de la Chambre des communes reçoit un salaire d'environ 209 000 $ et a droit à l'utilisation de la résidence officielle, La Ferme située dans  le domaine Kingsmere à Chelsea près de Gatineau (Québec).

## Désignation
En anglais, le président est appelé Speaker, selon la tradition parlementaire britannique. Avant l'adoption assez récente du terme président, on utilisait au Canada français le terme orateur, un calque de l'anglais, qui était utilisé en France pour désigner le président de la Chambre du Royaume-Uni.
Comme il est interdit de s'adresser directement aux autres députés durant les sessions de la Chambre, il faut plutôt adresser toutes les interventions au président. Donc, on ne dit pas « monsieur le premier ministre, pouvez-vous expliquer... » ni « Merci de votre question ». On dit plutôt, « madame la présidente, le premier ministre peut-il expliquer... » ou « monsieur le président, je remercie l'honorable députée de sa question. »

## Élection
La constitution prévoit que le président est élu. Toutefois, avant 1986, le président était choisi par le premier ministre et sa nomination était soumise à la Chambre sous la forme d'une proposition. Cette pratique a changé en 1986, quand on décida d'opter pour un vote secret, et de choisir le président parmi les députés de la Chambre des communes. Le président est un député comme les autres, mais ne peut voter qu'en cas d'égalité des voix.
Tous les députés sauf les ministres et chefs de partis sont éligibles pour briguer la présidence. Tout député qui ne désire pas mettre son nom de l'avant doit le faire savoir par une lettre annonçant son retrait le jour précédant le vote. Tous les députés qui ne retirent pas leur nom avant 18h00 le jour précédant l'élection sont listés comme candidats sur le bulletin et ont droit à un discours de cinq minutes pour persuader leurs collègues de voter pour eux.
L'élection est présidée par le doyen de la Chambre, actuellement Louis Plamondon, le député qui a les plus longs états de service ininterrompus à la Chambre (il siège depuis 1984).
Tous les candidats qui reçoivent moins de 5 % des votes sont retirés du bulletin. Si aucun candidat ne reçoit moins de 5 %, le candidat avec le moins de votes est éliminé. Ce processus continue, avec une pause d'une heure entre les tours de vote, jusqu'à ce qu'un candidat reçoive plus de 50 % des voix.
Le vainqueur est escorté au fauteuil du président par le premier ministre et le chef de l'opposition officielle. Le président nouvellement élu, par tradition, feint une certaine résistance lorsqu'on le traîne vers le fauteuil ; cette pratique date de l'époque où les présidents britanniques risquaient l'exécution si les nouvelles qu'ils rapportaient au roi ne plaisaient pas à celui-ci.

## Vice-président
En plus du président, des vice-présidents sont nommés pour agir au nom du président au cas où il ou elle ne serait pas disponible.
Le rôle principal du vice-président et des autres présidents de séance consiste à appuyer le président de la Chambre pour assurer la présidence des séances, à occuper le fauteuil lorsque la Chambre se constitue en comité plénier et, à l'occasion, à présider les comités législatifs. Le vice-président de la Chambre assume en outre certaines responsabilités administratives. Il est habituellement membre du Comité exécutif. Quand la Chambre se constitue en comité plénier, c'est le président des comités pléniers qui prend le fauteuil.
Les vice-présidents de la 41e législature étaient Denise Savoie (néodémocrate), et les deux autres présidents de séance étaient Barry Devolin (conservateur) et Bruce Stanton (conservateur).
Le vice-président est nommé pour toute la durée d'une législature, alors que les autres présidents de séance sont nommés pour la durée d'une session seulement.

## Liste des présidents de la Chambre
|  | Nom                        | Début             | Fin               | Appartenance politique    |
|  | -------------------------- | ----------------- | ----------------- | ------------------------- |
|  | James Cockburn             | 11 juin 1867      | 5 mars 1874       | Conservateur              |
|  | Timothy Warren Anglin      | 26 mars 1874      | 12 février 1879   | Libéral                   |
|  | Joseph-Godéric Blanchet    | 13 février 1879   | 7 février 1883    | Libéral-conservateur      |
|  | George Airey Kirkpatrick   | 8 février 1883    | 12 juillet 1887   | Conservateur              |
|  | Joseph-Aldéric Ouimet      | 13 juillet 1887   | 28 juillet 1891   | Conservateur              |
|  | Peter White                | 29 juillet 1891   | 18 août 1896      | Conservateur              |
|  | James David Edgar          | 19 août 1896      | 31 juillet 1899   | Libéral                   |
|  | Thomas Bain                | 1er août 1899     | 5 février 1901    | Libéral                   |
|  | Louis-Philippe Brodeur     | 6 février 1901    | 18 janvier 1904   | Libéral                   |
|  | Napoléon Antoine Belcourt  | 10 mars 1904      | 10 janvier 1905   | Libéral                   |
|  | Robert Franklin Sutherland | 11 janvier 1905   | 19 janvier 1909   | Libéral                   |
|  | Charles Marcil             | 20 janvier 1909   | 14 novembre 1911  | Libéral                   |
|  | Thomas Simpson Sproule     | 15 novembre 1911  | 2 décembre 1915   | Conservateur              |
|  | Albert Sévigny             | 12 janvier 1916   | 7 janvier 1917    | Conservateur              |
|  | Edgar Nelson Rhodes        | 18 janvier 1917   | 5 mars 1922       | Conservateur              |
|  | Rodolphe Lemieux           | 8 mars 1922       | 2 juin 1930       | Libéral                   |
|  | George Black               | 8 septembre 1930  | 16 janvier 1935   | Conservateur              |
|  | James Langstaff Bowman     | 17 janvier 1935   | 5 février 1936    | Conservateur              |
|  | Pierre-François Casgrain   | 6 février 1936    | 10 mai 1940       | Libéral                   |
|  | James Allison Glen         | 16 mai 1940       | 5 septembre 1945  | Libéral                   |
|  | Gaspard Fauteux            | 6 septembre 1945  | 14 septembre 1949 | Libéral                   |
|  | William Ross Macdonald     | 15 septembre 1949 | 11 juin 1953      | Libéral                   |
|  | Louis-René Beaudoin        | 12 novembre 1953  | 13 octobre 1957   | Libéral                   |
|  | Roland Michener            | 14 octobre 1957   | 26 septembre 1962 | Progressiste-conservateur |
|  | Marcel Lambert             | 27 septembre 1962 | 15 mai 1963       | Progressiste-conservateur |
|  | Alan Macnaughton           | 16 mai 1963       | 17 janvier 1966   | Libéral                   |
|  | Lucien Lamoureux           | 18 janvier 1966   | 29 septembre 1974 | Libéral et Indépendant    |
|  | James Alexander Jerome     | 30 septembre 1974 | 14 décembre 1979  | Libéral                   |
|  | Jeanne Sauvé               | 14 avril 1980     | 15 janvier 1984   | Libéral                   |
|  | Cyril Lloyd Francis        | 16 janvier 1984   | 4 novembre 1984   | Libéral                   |
|  | John William Bosley        | 5 novembre 1984   | 29 septembre 1986 | Progressiste-conservateur |
|  | John Allen Fraser          | 30 septembre 1986 | 16 janvier 1994   | Progressiste-conservateur |
|  | Gilbert Parent             | 17 janvier 1994   | 28 janvier 2001   | Libéral                   |
|  | Peter Milliken             | 29 janvier 2001   | 1er juin 2011     | Libéral                   |
|  | Andrew Scheer              | 2 juin 2011       | 2 décembre 2015   | Conservateur              |
|  | Geoff Regan                | 3 décembre 2015   | 4 décembre 2019   | Libéral                   |
|  | Anthony Rota               | 5 décembre 2019   | 27 septembre 2023 | Libéral                   |
|  | Louis Plamondon (intérim)  | 27 septembre 2023 | 3 octobre 2023    | Bloc québécois            |
|  | Greg Fergus                | 3 octobre 2023    | 26 mai 2025       | Libéral                   |
|  | Francis Scarpaleggia       | 26 mai 2025       | en fonction       | Libéral                   |

## Homologues
L'homologue du président à la chambre haute est le président du Sénat du Canada. Les législatures provinciaux et territoriaux canadiennes ont aussi des présidents avec des rôles très semblables.